# Mendiola
Mendiola és un poble i concejo pertanyent al municipi de Vitòria. Tenia 149 habitants en (2007). Forma part de la Zona Rural Sud-oest de Vitòria.

## Situació
Es troba a 574 msnm, se situa a uns 3 km. al S. de Vitòria, en els primers contraforts de les Muntanyes de Vitòria, a la sortida de dues valls, flanquejat a l'est pel cim Arkatxa (649 m. d'altitud) i a l'O. pel de Kutzemendi o Ularitzu (de 709 m.) L'accés al poble per carretera es realitza des del barri d'Adurtza, seguint la carretera que es dirigeix a Otazu (A-2130) fins a prendre un encreuament per la dreta (A-4126) en el terme de Puente Alto. Limita amb Vitòria, Otazu, Monasterioguren, Gaztelu i Gardelegi.

## Demografia
| 2000 | 2001 | 2002 | 2003 | 2004 | 2005 | 2006 | 2007 |
| ---- | ---- | ---- | ---- | ---- | ---- | ---- | ---- |
| 146  | 152  | 148  | 140  | 133  | 131  | 134  | 139  |

## Història
S'ha trobat jaciments eneolítics i de l'Edat de Bronze a Gritadero i Fuente la Mina. És esmentat per primer cop en el segle xi (Mendihola), cap al 1025 en el Cartulari del Monestir de San Millán de la Cogolla. El 1258 el rei Alfons X el Savi el va entregar a Vitòria com la majoria dels anomenats llogarets vells. En el seu territori es va aplegar part de les tropes de Francisco Espoz e Ilundain quan s'enfrontaren als francesos en la batalla de Vitòria (1812).